# Интернет демократија (књига)
Интернет демократија: обећања и границе (фр. La démocratie Internet) је стручна монографија француског аутора Доминика Кардона (фр. Dominique Cardon), објављена 2010. године. Српско издање објавила је издавачка кућа "Фабрика књига" 2013. године у преводу Душка Витаса.

## О аутору
Доминик Кардон је социолог. Ради у Laboratoire des Usages у Orange Labs, затим и као истраживач-сарадник у Центру за проучавање друштвених покрета (CEMS/EHESS). У својим новијим радовима бави се односом између употребе нових технологија и културних и медијских пракси.

## О књизи
У уводном делу књиге аутор је дао сажети приказ историје “мреже над мрежама”. Књига Интернет демократија надаље даје опис и анализу деловања Интернета на друштвене и политичке праксе западног света. Позива на њихово редефинисање.
Доминик Кардон скреће пажњу на трансформације информисања и јавног ангажмана као важних стубова западне демократије, које су се догодиле под утицајем Интернета. Сматра да је Интернет знатно ублажио и тако учинио јавни простор флуиднијим и неухватљивим са становишта заснованог на једноставним опозицијама: представници/представљени, јавно/приватно, даваоци информација/корисници информација.
Ове промене производе и нове, истанчаније форме контроле и манипулације, и Кардон полаже наду у хуманистичке идеале којима су Мрежу надахнули њени творци.